# Gartmore Group
Pour les articles homonymes, voir Gartmore.
 (décembre 2019).
Si vous disposez d'ouvrages ou d'articles de référence ou si vous connaissez des sites web de qualité traitant du thème abordé ici, merci de compléter l'article en donnant les références utiles à sa vérifiabilité et en les liant à la section « Notes et références ».
Gartmore Group Limited était une société britannique de gestion de placements. Elle était cotée à la bourse de Londres.

## Historique
Elle a été fondée en 1969 par British & Commonwealth.
Rachetée par la Banque Indosuez en 1989, elle a été cotée à la Bourse de Londres en 1996, puis rachetée par NatWest la même année et par Nationwide Mutual Insurance Company (en) en 2000. Elle a rejoint le portefeuille d'investissement de Hellman & Friedman en 2006 et été réadmise à la Bourse de Londres en décembre 2009.
Henderson Group (en) a annoncé l'acquisition de la société en janvier 2011.

## Opérations
Au 31 décembre 2009, les actifs sous gestion de la Société s'élevaient à 22,2 milliards de livres sterling.